# Svoboda Bačvarovová
 Svoboda Todorova Bačvarovová (bulharsky Свобода Тодорова Бъчварова) (11. ledna 1922, Horní Džumaja, dnes Blagoevgrad – 27. června 2012, Rio de Janeiro) byla bulharská novinářka, spisovatelka a scenáristka.

## Život
První léta svého života prožila v cizině, kam její silně levicově orientovaní rodiče jako účastníci antifašistického Zářijového povstání z roku 1923 záhy po jejím narození emigrovali, aby unikli následným represím. Nejprve odjeli do Rakouska a roku 1926 do Francie, odkud byli pro svou aktivní politickou činnost vyhoštění do Belgie (mezitím byl v Bulharsku její otec v nepřítomnosti odsouzen k trestu smrti). V těžkých podmínkách emigrantského života onemocněla tuberkulózou kostí, což ji poznamenalo na celý život. Roku 1930 se vrátila s matkou, která se obávala o její zdraví, zpět do Bulharska (otec zůstal v Belgii, kde se podílel na odboji a byl roku 1943 zabit), když její matka využila vyhlášené amnestie.
V době druhé světové války byla aktivní členkou mládežnické antifašistické organizace a byla zatčena a uvězněna. Roku 1944, poté, co do Bulharska vstoupila Rudá armáda, si dokončila středoškolské vzdělání a pak odjela do Leningradu, kde na Leningradské státní univerzitě vystudovala estetiku. Období jejího studia bylo poznamenáno stalinským terorem a represemi proti sovětské inteligenci, což jí přivedlo k pochybnostem o pravdivosti marxismu-leninismu.
Na počátku padesátých let se vrátila do Bulharska a stala se novinářkou v kulturním oddělení novin Rabotničesko delo (Работническо дело). Po kritice Stalinova kultu osobnosti se oddělení stalo platformou pro nové nápady a myšlenky a bylo duší intelektuálního uměleckého kruhu. Od roku 1961 byla zaměstnána ve Studiu celovečerních filmů v Sofii jako scenáristka. Stala se vůdčí osobností tvůrčího týmu Hemus (Хемус) a tato její činnost je spojena se zlatým věkem bulharské kinematografie v sedmdesátých a počátku osmdesátých let minulého století.
Provdala se za doktora Ljubena Bačvarova, se kterým měla jednu dceru Elicu, která se provdala do Brazílie. Roku 1989 se k ní přistěhovala a celá rodina žila po většinu roku v letovisku Rio Claro. Roku 2005 obdržela nejvyšší bulharské státní vyznamenání – Řád Stará planina. Zemřela po týdenní hospitalizaci v nemocnici v Riu de Janeiru a pochována je v Riu Claro.

## Dílo

### Knihy vydané v bulharštině
- Великденска ваканция (1963, Velikonoční prázdniny), román (hrůzy války viděné očima citlivé dvanáctileté dívenky, která ztratí všechny, které miluje).
- Последната зима на Иван (1966, Poslední Ivanova zima).
- Литургия за Илинден (1969, Liturgie za Ilinden]).
- Което винаги ще обичаме (1974, Ti, které budeme vždy milovat), sbírka autobiografických povídek o zhroucení autorčiných iluzí na studiích v Leningradě, jejíž náklad byl na nátlak Sovětského svazu spálen.
- Приключенията на Фильо и Макензен (1980, Dobrodružství Fíly a Makenzena), román pro děti a mládež, příhody dvou chlapců v předvečer osvobození Bulharska Rudou armádou roku 1944.
- Земя за прицел (1984, Země na mušce), románová pentalogie, obraz Bulharska v první polovině 20. století.
  - Наследникът (1985, Dědic).
  - Изборът (1986, Volba).
  - Гонитбата (1987, honitba).
  - Жребият (1989, Losování).
- Телеграма с много неизвестни (1985, Telegram se spoustou neznámých).
- Опасен чар (1987, Nebezpečné kouzlo).
- По особено мъчителен начин (2008, Zvlášť krutým způsobem), dokumentární trilogie popisující osudy jejího otce a autorčino umělecké zrání.

### Filmové scénáře a adaptace
- Между релсите (1964), scénář k bulharskému filmu napsaný podle vlastního románu Velikonoční prázdniny, režie Vili Cankov.
- Призованият не се яви (1966),scénář k bulharskému filmu, režie Vladislav Ikonomov.
- На всеки километър (1969, Na každém kilometru), spoluautorka scénáře bulharského televizního seriálu odehrávajícího se v době druhé světové války, režie Ljubomir Šarlandžijev a Nedelčo Černev.
- На всеки километър II. (1971, Na každém kilometru II.), spoluautorka scénáře bulharského televizního seriálu, pokračování seriálu Na každém kilometru, režie Ljubomir Šarlandžijev a Nedelčo Černev.
- Спомен (1974, Paměť), scénář k bulharskému filmu, režie Ivan Ničev.
- Да изядеш ябълката (1976), scénář k bulharskému filmu, režie Ivan Ničev.
- Бой последен (1977), spoluautorka scénáře k bulharskému filmu, režie Zako Heskija.
- Бумеранг (1979, Bumerang), spoluautorka scénáře k bulharskému filmu, režie Ivan Ničev.
- Фильо и Макензен (1979, Fíla a Makenzen), scénář k bulharskému televiznímu seriálu napsaný podle vlastního románu, režie Dimitar Petrov a Vladislav Ikonomov
- Мера според мера (1981), bulharský film podle autorčina románu Liturgie za Ilinden, režie Georgi Djulgerov.
- Не знам, не чух, не видях (1884), scénář k bulharskému filu, režie Ljudmil Kirkov.
- Опасен чар (1984), scénář k bulharskému filmu, režie Ivan Andonov.
- Мера според мера (1988), bulharský televizní seriál podle autorčina románu Liturgie za Ilinden, režie Georgi Djulgerov, spoluautorka scénáře.
- Бързо, акуратно, окончателно (1990), scénář k bulharskému filmu, režie Michail Meltev.
- Жребият (1993), bulharský film podle autorčina románového cyklu Země na mušce, režie Ivanka Grybčeva.
- По особено жесток начин (2006), dokumentární film, režie Rosen Elezov.

### Česká vydání
- Dobrodružství Fíly a Makenzena, Albatros, Praha 1988, přeložila Ludmila Kroužilová